# دبیرستان تماکان
دبیرستان تِماکان (مدرسهٔ مرکزی خلیفه‌گری ارامنۀ آذربایجان) یکی از دبیرستان‌های ارامنه در تبریز بوده‌است. طرح ساخت آن توسط مگردیچ آودیسیان در سال ۱۸۹۴ ارائه شد. نهایتاً در سال ۱۹۰۹ این مدرسه تأسیس شد و تا سال ۱۹۳۶ (۲۷ سال) مشغول به فعالیت بود. در این دوره، دانش‌آموختگان دبستان هایکازیان-تاماریان وارد دبیرستان تماکان می‌شدند. امروزه «دبیرستان ملی ارامنه میکائیل ساهاکیان» محل تحصیل ارامنه تبریز در مقطع دبیرستان است.